# Matthias Olsson (fotbollsspelare)
Matthias Olsson, född 1989 i Stockholm, är en svensk fotbollsspelare (mittfältare/back) som senast spelade för Hammarby IF. Matthias trivs bäst som back/mittfältare. Han har spelat i Hammarbys alla ungdomslag, juniorlaget och Hammarby Talang FF i Division 1. Inför säsongen 2011 flyttades Olsson upp till Hammarbys A-lag. Efter säsongen kom Olsson och Hammarby överens om att bryta kontraktet för att Matthias Olsson skulle få mer speltid.
Olsson spelar numera i Reymersholms IK.